# Inter-
Forstavelsen inter- kommer af latin inter = "mellem". Det er en orddel, som indgår i mange af vore fremmedord, f.eks.:
- interdikt = erklæring om fredløshed
- interregnum = periode mellem to konger
- interesse = hvad der ligger én på sinde
- intervention = indgriben